# لو چیا-لینگ
لو چیا-لینگ (انگلیسی: Lo Chia-ling؛ زادهٔ ۸ اکتبر ۲۰۰۱) تکواندوکار اهل تایوان است.
وی در مسابقات بین‌المللی در مجموع برندهٔ ۴ مدال نقره و ۱ مدال برنز شده‌است.